# Velella velella
La Velella velella, detta anche barchetta di San Pietro o di San Giovanni, è una colonia di sifonofori della famiglia Porpitidae. Spesso viene ritrovata in tutti gli oceani, sulle rive o al massimo a 1-2 cm di profondità nell'acqua, con una preferenza per le acque calde o temperate.
Come gli altri cnidari (celenterati), Velella velella è un animale carnivoro. Cattura la sua preda, generalmente plancton, tramite i tentacoli che contengono delle tossine. Queste tossine, pur essendo efficaci contro la preda, sono innocue per gli esseri umani, poiché non riescono a penetrare nella pelle e non causano nessuna reazione alla cute dell'uomo. Ciò detto, è comunque preferibile evitare di toccarsi gli occhi dopo aver preso in mano un Velella velella.
Tuttavia si possono verificare spiaggiamenti in massa di questi organismi, soprattutto primaverili, che morendo virano dal colore azzurro al rosa, e poi decomponendosi producono un acuto spiacevole odore rancido che ricorda l'urina.

## Descrizione
A forma di dischetto ovale, diametro di 4-7 cm, sormontato da una cresta verticale che sembra una vela di un minuscolo scafo, da cui appunto il nome "velella". Al di sotto della vela verticale, composta dalla forma medusoide, sono presenti vari zoidi che svolgono diverse funzioni: gastrozoidi con funzioni nutritizie, dattilozoidi con funzioni difensive e gonozoidi con funzioni riproduttive.